# Орел чи решка (фільм)
Орел чи решка ( італ. Pari e dispari  також відомий як Trinity: Gambling for High Stakes ) — італійський комедійний бойовик 1978 року режисера Серджіо Корбуччі з дуетом Теренса Хілла та Бада Спенсера в головних ролях.

## Сюжет
Морський піхотинець Джон Фірпо отримав завдання від головного командування знищити підпільну букмекерську організацію Парабуліса, відомого під псевдонімом «Грек» та вправного шулера в покері.
На завданні він буде не сам — його компаньйоном стане Чарлі Фірпо, колишній азартний гравець, наразі водій вантажівки, а також його зведений брат. Навички Чарлі в покері та знайомство з «Греком» можуть суттєво допомогти у справі. Однак переконати Чарлі буде непросто. Тому при зустрічі з ним Джон Фірпо прикидається автостопником і просить підкинути його до Маямі. Коли Чарлі втрачає пильність, Джон викрадає вантажівку, на якій їде до їхнього сліпого батька. Разом з батьком він переконує Чарлі, що повернені гроші підуть на лікування очей.
Відтоді, як Чарлі повернувся до гри, брати вирішують наносити імперії Парабуліса точкових ударів, виграючи у ставках по півмільйона доларів. Пізніше вони навіть перемагають у баскській пелоті "праву руку" Парабуліса — Нінфуса. Джон просить Нінфуса організувати партію в покер з самим Парабулісом, у якого він поступово виграє всі гроші, кубки, трофеї та навіть власну яхту. Розлючений Парабуліс наказує своїм поплічникам вбити Джона, але його своєчасно рятує Чарлі. Разом вони дають прочухана головорізам Парабуліса, а самого гангстера здають поліції.

## В ролях
- Теренс Гілл: Джон Фірпо
- Бад Спенсер: Чарлі Фірпо
- Джері Лестер: Майк Фірпо
- Лучано Катеначчи: Парабуліс
- Маріса Лауріто: сестра Сюзана
- Сал Боргезе: Нінфус
- Рікардо Піцуті: Смілзо
- Клаудіо Руффіні: Багсі
- Серджіо Смаччі: Манчино
- Карло Реалі: Адмірал
- Вінченцо Маджо: Тапо
- Вуді Вудбері: Адмірал О'Коннор
- Кім МакКей: Крихітка

## Сприйняття
Фільм був другим за популярністю італійським фільмом сезону 1978-79 після Кохані мої . 

## Зовнішні посилання
- Орел чи решка на сайті IMDb (англ.)